# 雅典都主教座堂

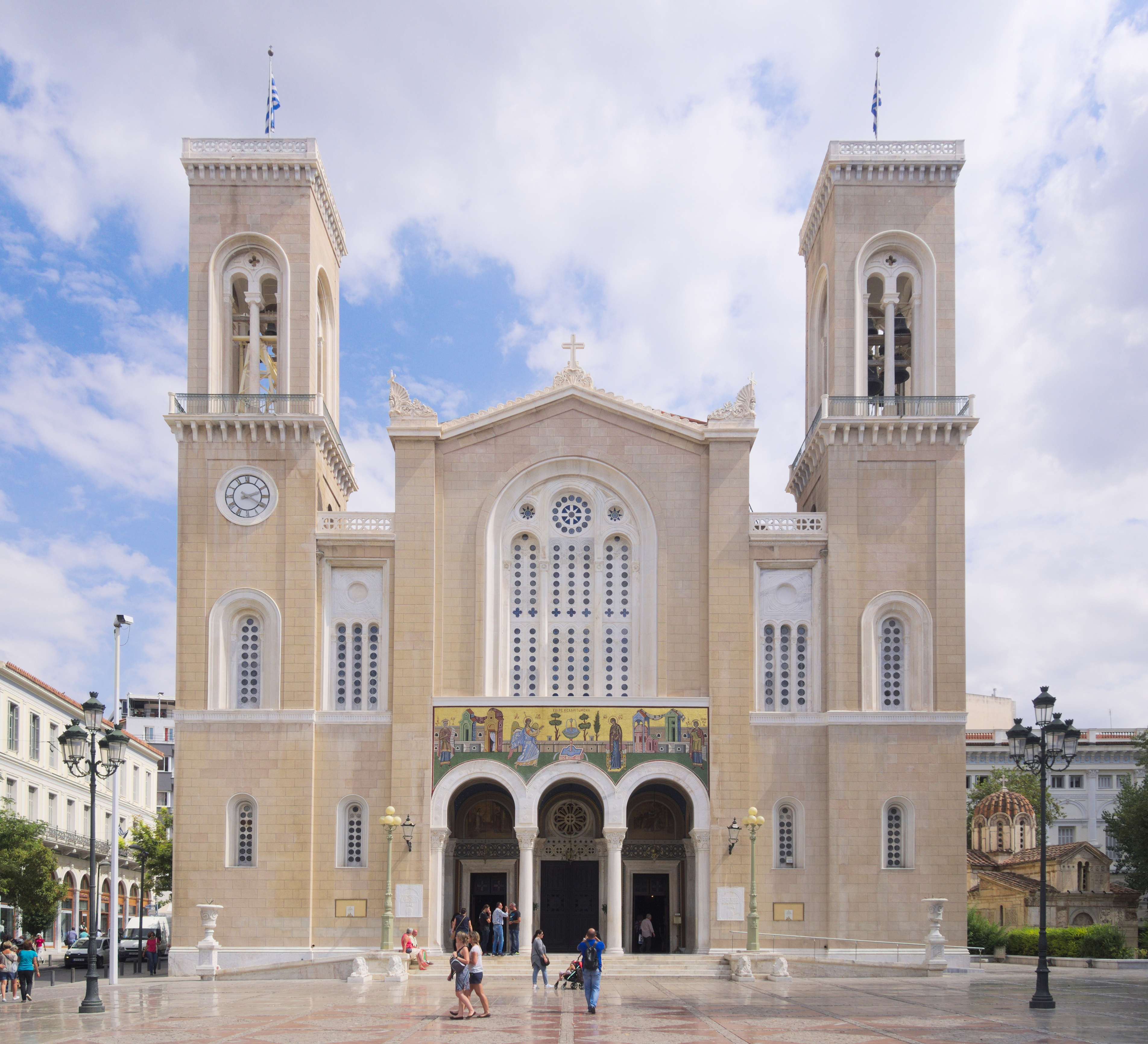
修復中的雅典都主教座堂

雅典都主教座堂（希臘語：Καθεδρικός Ναός Ευαγγελισμού της Θεοτόκου）是位於希臘首都雅典的一座教堂。雅典都主教座堂於1842年圣诞节開始建設，在1862年5月21日竣工。教堂附近還有一座阿基歐斯·埃萊夫塞里奧斯教堂。現在雅典都主教座堂是雅典地標之一，經常舉辦重大活動。雅典都主教座堂也是希臘教會最重要的教堂之一。
教堂正面廣場立有拜占庭帝國末代皇帝君士坦丁十一世的雕像。